# Parroquia El Sagrario (Santiago de Chile)
La Parroquia El Sagrario es un templo católico de Santiago de Chile declarado monumento nacional. Forma parte del conjunto arquitectónico-religioso que conforma la fachada poniente de la Plaza de Armas de Santiago, junto a la Catedral Metropolitana de Santiago y el Palacio Arzobispal, ambos Monumentos Nacionales. Es la primera parroquia de Chile, siendo uno de los hitos históricos y arquitectónicos más antiguos de Santiago. 

## Antecedentes históricos

### Fundación y restauraciones
El 12 de febrero de 1541, Pedro de Valdivia funda la ciudad de Santiago y marca en el mismo lugar donde se encuentra la actual iglesia parroquial de El Sagrario, el lugar para la primera iglesia de Chile. Fue erigida como parroquia en 1546. Esa primera edificación fue destruida por una rebelión indígena a los pocos años de fundada la ciudad. En 1558, la Corona manda edificar una nueva y definitiva iglesia parroquial con aporte del erario real.
En mayo de 1562, el Papa Pío IV crea la diócesis de Santiago del Nuevo Extremo y nombra Obispo a Fr. Rodrigo González Marmolejo. Se edifica la primera catedral con frente a la actual calle Catedral que dura hasta mediados del siglo XVIII y en 1775, se abre al culto la segunda catedral que ocupa la misma planta que tiene actualmente.
A fines del siglo XVIII, don Joaquín Toesca inicia los estudios para edificar una iglesia definitiva para El Sagrario. Continúa esos estudios don Eusebio Chelli y el 16 de marzo de 1863, Monseñor Valentín Valdivieso inaugura la actual iglesia construida con el mismo material de la Catedral (‘piedra sillar’). 
En 1897, Monseñor Mariano Casanova encarga al arquitecto Ignacio Cremonesi que haga la remodelación y modernización de la Catedral y de El Sagrario, obra que concluye en 1905 tal como aparece hoy día. 
El criterio de la restauración que hoy inauguramos, recupera la línea de arquitectura y de construcción de Cremonesi tratando de rescatar las pinturas originales y reconstituyendo lo que fuera necesario para respetar el diseño del autor.

### Última restauración
La última restauración de la parroquia El Sagrario se realizó entre los años 2000 - 2004, concluyendo con la reapertura de la parroquia a los fieles el 16 de julio de 2004. 
Los trabajos de restauración estuvieron a cargo de la arquitecta Amaya Irarrázaval Zegers. Las obras más importantes de la restauración han sido reconstituir la estructura dañada por los sismos, limpiar las pinturas originales del techo, recuperar pinturas de murallas que habían sido sobrepintadas, poner amplificación, hacer una nueva iluminación, y remodelar el presbiterio y el entorno arquitectónico para entronizar la imagen de Nuestra Señora del Carmen, Reina y Madre de Chile.
El Altar, la base del Sagrario y la columna para la Virgen, han sido construidas en hormigón cubierto con mármol. El Sagrario barroco americano, fue hecho a mano probablemente durante el siglo XVIII por alguna escuela quiteña.

## Datos pastorales

### Misa Diaria
Martes a Viernes: 11:00 

Domingo: 09:00

### Adoración al Santísimo Sacramento
Miércoles: 10:00 a 11:00 

Sábado: 16:30 a 17:30 

### Rezo del Santo Rosario
Antes de cada Misa

## La imagen de Nuestra Señora del Carmen

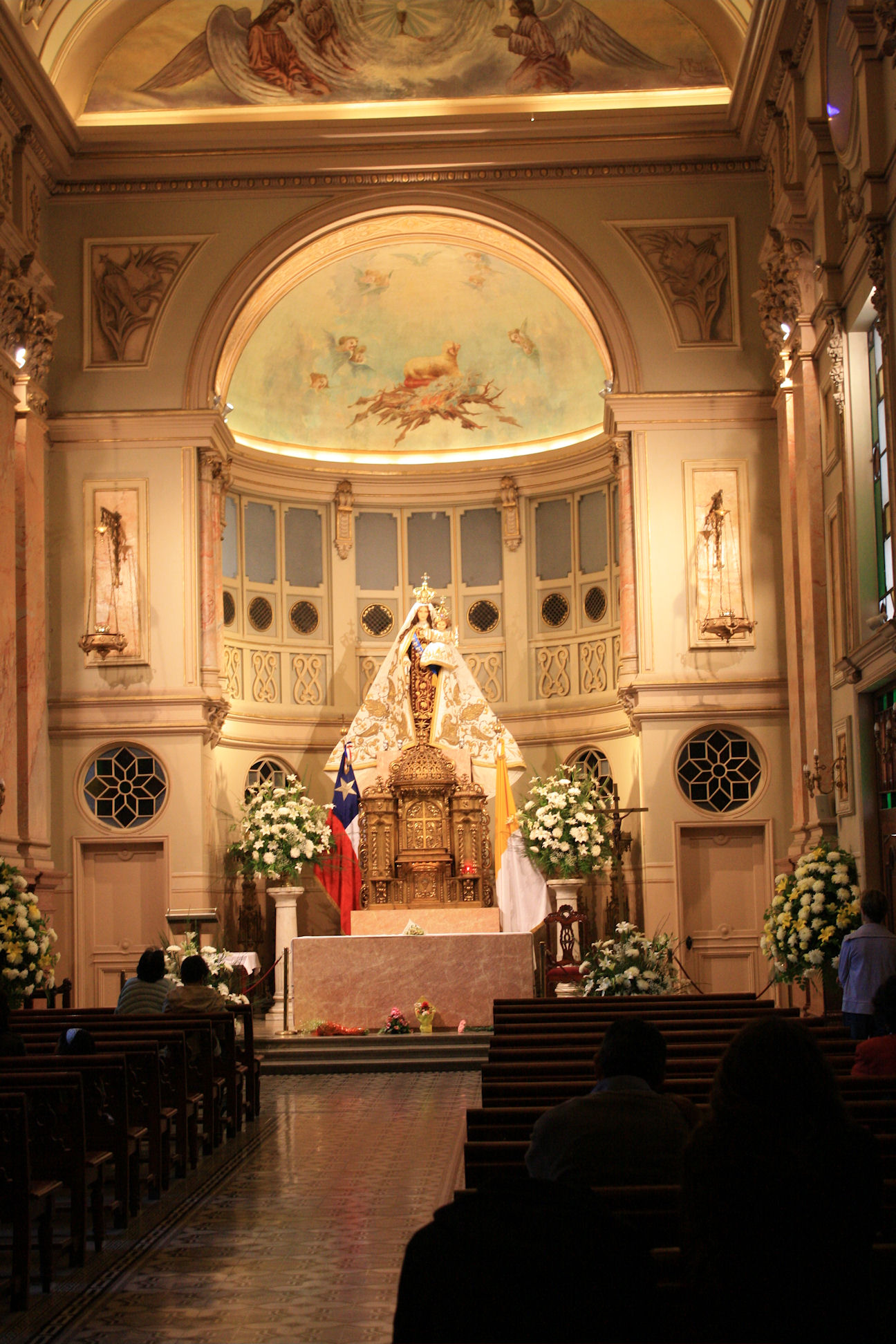
Imagen de la Virgen del Carmen

La imagen de la Virgen del Carmen que está entronizada en la Parroquia El Sagrario es de madera policromada. De propiedad de la Cofradía Nacional del Carmen, fue encargada por José Ramón Ossa a Francia en 1833 para uso privado de su familia en Copiapó. En 1865 Valerio Quesney Ossa la trajo a su domicilio en Santiago (Alameda esquina de Lord Cochrane) y la facilitò para las procesiones del 16 de julio, en la festividad del Carmen.
En 1873 se inició la construcción de la iglesia de El Salvador, en reemplazo de la iglesia de la Compañía, y la Cofradía compró la imagen en 1874 y aportó dinero y trabajo para que tuviera un lugar especial en ella. En 1923 los obispos chilenos habían elegido la imagen de la Cofradía para ser coronada Reina y Madre de Chile por monseñor Aloysi Masella, delegado del papa Pío XI, lo que ocurrió el 19 de diciembre de 1926 en el actual Parque O’Higgins ante más de 400 000 fieles.
La imagen estuvo en la Basílica del Salvador desde 1890 hasta 1985, cuando, por efecto del terremoto, debió ser trasladada hasta la Catedral. Finalmente, la imagen fue entronizada de forma definitiva en la restaurada Parroquia El Sagrario el 16 de julio de 2004.
El 19 de diciembre de 2006, en el 80.º aniversario de la coronación de la imagen de Nuestra Señora del Carmen, la Parroquia El Sagrario fue reconocida canónicamente como Santuario dedicado a la Santísima Virgen bajo la advocación de Nuestra Señora del Carmen, Reina y Madre de Chile.

## Devoción del Carmen
La devoción a la Virgen del Carmen está muy presente en el pueblo chileno y fue traída en 1595 por los agustinos, quienes predican intensamente la devoción de Nuestra Señora bajo la advocación del Carmen. En 1643 fundan la Cofradía Nacional del Carmen en Concepción. Cada 16 de julio se realizaban procesiones por el centro de la ciudad.
En 1690 llegan las primeras monjas carmelitas a fundar en Chile (Monasterio. Carmen Alto en la actual calle Carmen esquina de Alameda) y en 1760 fundan el Carmen Bajo (actualmente Independencia 229).Estos dos monasterios fortalecen la devoción a Nuestra Señora del Carmen.
En 1755, don Martín Lacunza manda confeccionar en Quito, una imagen de nuestra Señora del Carmen. Se veneró en su chacra de Ñuñoa y la facilitaba a los agustinos para las procesiones. En 1945, sus descendientes la donaron al Cardenal José María Caro quien la destinó para el Santuario de Maipú, donde se venera actualmente.
Durante el siglo XIX, la devoción a Nuestra Señora del Carmen estuvo marcada por las gestas de la Independencia. Con la llegada de los padres Carmelitas en 1899, la devoción se vio nuevamente fortalecida. En 1916 comienza la preparación del centenario del juramento a Nuestra Señora del Carmen lo que concluye en un nuevo juramento de fidelidad que hace todo el país. Esto redunda en la coronación pedida por los Obispos al Papa Pío XI de Nuestra Señora del Carmen como Reina y Madre de Chile.
En 1943, se inicia la construcción definitiva del Templo Votivo de Maipú que fue inaugurado por el Cardenal Raúl Silva Henríquez el 23 de noviembre de 1974 y concluido en 2002.
Las manifestaciones más populares de devoción siguen siendo la Novena que se reza a la Virgen del Carmen antes del 16 de julio y la Procesión que desde el año 1971 se realiza el último domingo de septiembre, día de oración por Chile, expresiones que crecen en número de fieles y en importancia en la vida de la Iglesia.

### Ataque incendiario a la imagen de la Virgen del Carmen
El 18 de abril de 2008, un vagabundo prendió fuego, de manera intencional, a la imagen de la Virgen del Carmen, prácticamente destruyéndola. Decenas de fieles en las afueras de la iglesia entraron en llanto al enterarse de la noticia.

Quemaron la imagen que fue coronada por el papa Pio XI, la estructura permanece, pero fueron quemados los mantos, ropajes y condecoraciones hechas por las fuerzas armadas y Presidentes
Pbro. Francisco Javier Manterola, párroco.

### Restaurada la imagen de Nuestra Señora del Carmen
Durante la conferencia de prensa previa a la Eucaristía con la que se honró el regreso de la imagen de la Virgen del Carmen a la parroquia El Sagrario, el martes 7 de julio de 2008, el Arzobispo de Santiago se mostró muy contento y agradecido por el excelente trabajo realizado por el Centro Nacional de Conservación y Restauración, dirigido por Magdalena Krebs. 

Me ha impresionado mucho el profesionalismo con el cual abordaron esta labor y el hecho que hayan comprendido las dimensiones más profundas del trabajo que estaban haciendo (...) Sin duda que la Virgen instala aquí, junto a la Plaza de Armas, su Centro de Conservación y Restauración (...) Lo hace en la dimensión espiritual, lo hace restaurando relaciones humanas, confianzas, familias, ayudando a que la gente tenga esperanza en lo que ellas pueden ser y realizar
Francisco Javier Cardenal Errázuriz, Arzobispo de Santiago.